# غينارو كاستيلو
غينارو كاستيلو (بالإسبانية: Genaro Castillo)‏ هو لاعب كرة قدم مكسيكي في مركز الوسط، ولد في 24 مايو 1993 في مونتيري في المكسيك. لعب مع تايجرز أونال.